# Бузони, Ферруччо
Да́нте Микела́нджело Бенвену́то Ферру́ччо Бузо́ни (итал. Dante Michelangelo Benvenuto Ferruccio Busoni; 1 апреля 1866, Эмполи — 27 июля 1924, Берлин) — итальянский композитор, пианист, дирижёр и музыкальный педагог, музыковед.

## Биография
Отец Бузони был кларнетистом, его мать — пианисткой. Ферруччо был музыкантом-вундеркиндом, его первое концертное выступление в ансамбле с родителями состоялось в семилетнем возрасте. Спустя несколько лет он был представлен в Вене Листу, Брамсу и Антону Рубинштейну. 12-летний Бузони некоторое время учился в Граце у Вильгельма Майера и представил здесь «Stabat Mater» собственного сочинения. С 1888 г. началась преподавательская карьера Бузони. Сперва он работал в Гельсингфорсе, где занимался, в частности, с Яном Сибелиусом и встретил свою жену Герду Шёстранд (1862—1956), дочь скульптора Карла Энеаса Шёстранда. В 1890 г. Бузони перебрался в Москву, где принял участие в Первом Рубинштейновском конкурсе и получил на нём первую премию как композитор. В 1891—1894 гг. жил и работал в Бостоне. Параллельно педагогической деятельности Бузони сочинял музыку и концертировал как пианист.
С 1894 г. Бузони жил, главным образом, в Берлине. Как пианист и прежде всего как дирижёр он выступал пропагандистом новой музыки, исполняя произведения Бартока, Шёнберга, Сибелиуса (особой известностью пользовался цикл оркестровых концертов 1902—1909 гг.). В 1907 г. Бузони опубликовал небольшой трактат «Эскиз новой эстетики музыкального искусства» (нем. Entwurf einer neuen Ästhetik der Tonkunst, русский перевод опубликован в 1912 г.), совершивший революцию в музыкальной мысли. В этом своём труде Бузони настаивал на том, что единственный критерий качества музыки — её «самость», несводимость ни к каким другим видам искусства (в связи с чем, в частности, отказывал в праве на существование «программной музыке»). Бузони настаивал на возвращение в музыкальную практику обильной импровизации, на отказе от традиционной гармонии и системы интервалов (привычные мажор и минор он считал бессмысленными оковами), на использовании возможностей электричества в звукоизвлечении. «Свободным родилось музыкальное искусство, и удел его — стать свободным», — утверждал Бузони в своём сочинении, оказавшем значительное влияние на самых радикальных музыкальных реформаторов 1910-20-х гг. — таких, как Луиджи Руссоло и Эдгар Варез (Варезу Бузони лично протежировал в Берлине, рекомендовав молодого композитора для получения гранта от Фонда Кучинского, содействуя поиску учеников и т. д.). Впрочем, в собственном творчестве Бузони не был ультрарадикальным автором, хотя поздние фортепьянные сонаты (1910 и 1912) в той или иной степени атональны.
В 1913 г. Бузони начал работать в Болонской консерватории, однако с началом Первой мировой войны уехал в Цюрих, отказываясь выступать на территории воюющих стран. В 1920 г. он вернулся в Берлин, вновь преподавал (одним из последних его учеников был Курт Вайль) и работал над грандиозной оперой «Доктор Фауст», которую завершил уже после его смерти Филипп Ярнах.

## Ранняя карьера

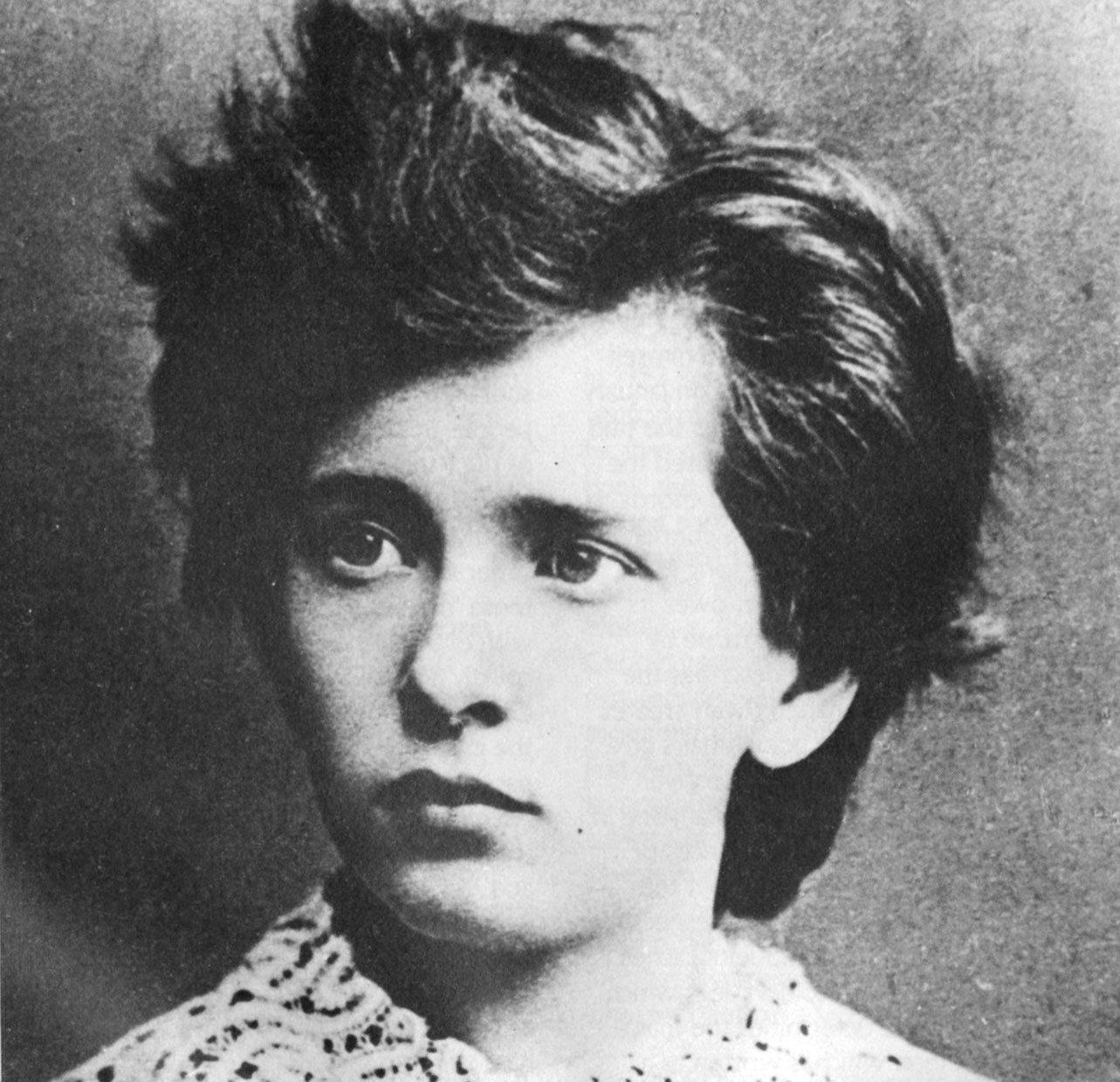
Бузони в 1877 году

24 ноября 1873 года Бузони дебютировал в качестве пианиста на концерте со своими родителями исполнив сонату Моцарта до мажор, а также пьесы Шумана и Клементи.
Родители всячески продвигали сына в серии дальнейших концертов и занимались коммерческой стороной его карьеры, Бузони позже сказал об этом периоде: «У меня никогда не было детства». В 1875 году он выступил с концертом Моцарта для фортепиано с оркестром № 24. Бузони учился в Венской консерватории в возрасте с девяти до одиннадцати лет. Его первые выступления в Вене были оценены критиком Эдуардом Хансликом как блестящие. Композитор Вильгельм Кинцль высоко ценил умение мальчика импровизировать на фортепиано: по его словам, «сидя за инструментом, он [Бузони] показывал своим видом самую глубокую серьёзность и был полностью поглощён своей задачей». В 1877 году игру Бузони услышал Ференц Лист. В дальнейшем Бузони был представлен композитору, который восхищался его мастерством. В следующем году Бузони написал концерт из четырёх частей для фортепиано и струнного квартета, соч. 17. Покинув Вену, он провёл краткий период обучения в Граце с Вильгельмом Майером и в 1879 году исполнил работу своего собственного сочинения «Stabat Mater», соч. 55 в первоначальной последовательности нумерации композитора. В это время были опубликованы другие ранние пьесы, в том числе музыкальное сопровождение к Аве Марии и некоторые фортепианные пьесы. В 1881 году он был избран в Болонскую филармоническую академию, став самым молодым человеком, получившем эту честь со времён Моцарта. В середине 1880-х годов Бузони обосновался в Вене, где встретился с Карлом Голдмарком и помог ему подготовить вокальную партитуру для оперы Мерлина 1886 года. Он также встретился с Иоганнесом Брамсом, которому посвятил два набора Этюдов для фортепиано и порекомендовал учиться в Лейпциге вместе с Карлом Рейнеке. В этот период жизни Бузони обеспечивал себя, давая сольные концерты, а также получал финансовую поддержку от покровителя, барона фон Тедеско. Также он продолжал сочинять и впервые попытался написать оперу — «Сигуна, или Затонувшая деревня», над которой работал с 1886 по 1889 год, но оставил её неоконченной. Бузони описывал, как, оказавшись без денег в Лейпциге, он обратился к издателю Швальму с просьбой взять его сочинения. Швальм отказал, но предложил пятьдесят марок вперёд и ещё сто по завершении работы за небольшую фантазию на темы из оперы Петера Корнелиуса «Багдадский цирюльник». Бузони представил готовую рукопись уже на следующее утро, хотя раньше даже не знал этой оперы и работал на бумаге, не имея возможности использовать рояль.

## Творческий путь

### Россия, Англия, Америка (1888—1893)

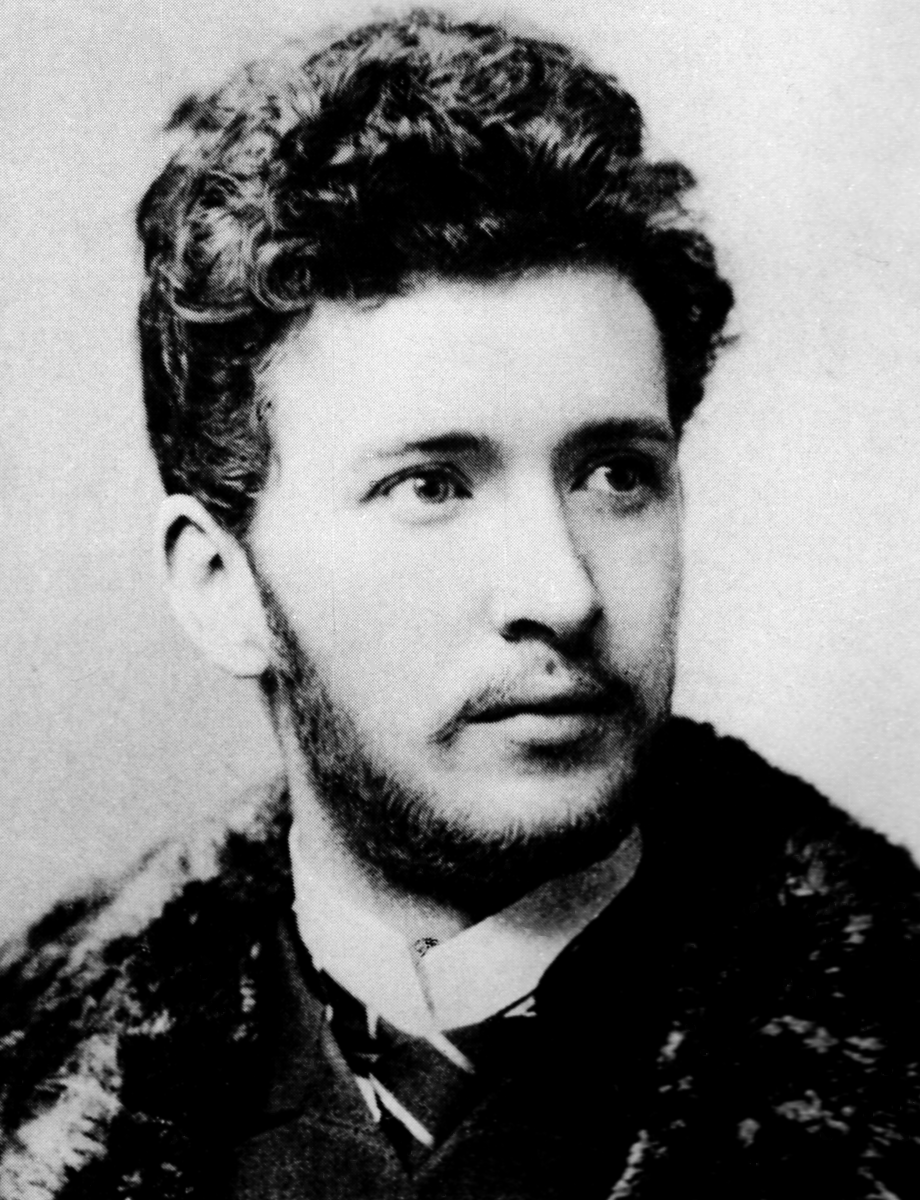
Фотография 1890 года

В 1888 году музыковед Хуго Риман рекомендовал Бузони Мартину Вегелиусу, директору Института музыки в Гельсингфорсе (ныне Хельсинки, Финляндия, в то время часть Российской империи), на вакантную должность основного преподавателя игры на фортепиано. Это был первый постоянный пост Бузони. Среди его близких коллег и соратников были дирижёр и композитор Армас Ярнефельт, писатель Адольф Пауль и композитор Ян Сибелиус, с которыми он завязал постоянную дружбу. Между 1888 и 1890 годами Бузони дал около тридцати фортепианных концертов и камерных концертов в Гельсингфорсе. Среди его сочинений в этот период был набор финских народных песен для фортепианного дуэта (соч. 27). В 1889 году, посетив Лейпциг, он услышал органную Токкату и фугу ре минор Иоганна Себастьяна Баха и в течение пяти лет занимался её переложением для фортепиано.
Вернувшись в Гельсингфорс, в марте того же года, Бузони встретил свою будущую жену Герду Шёстранд, дочь шведского скульптора Карла Энеаса Шёстранда, и сделал ей предложение в течение недели. В честь неё он написал Kultaselle («Для Любимой») на виолончели и фортепиано, которая была опубликована в 1891 году. В 1890 году Бузони опубликовал свое первое издание произведений Иоганна Себастьяна Баха под названием «Инвенции из двух и трех частей». В том же году он получил приз за композицию Konzertstück («Концертная пьеса»), для фортепиано с оркестром (соч. 31а), на первом Рубинштейновском конкурсе, организованном самим Антоном Рубинштейном в Санкт-Петербургской консерватории. После этих событий его пригласили посетить и в дальнейшем преподавать в Московской консерватории. Герда присоединилась к нему в Москве, где они быстро поженились. На своем первом концерте в Москве Бузони исполнил Императорский концерт Бетховена и был тепло принят. Но жизнь в Москве не устраивала Бузони из-за недостатка финансирования и невозможности карьерного роста. Также повлиял тот фактор, что он чувствовал себя ущемленным своими националистически настроенными российскими коллегами. Поэтому, когда Бузони получил от Уильяма Стейнвея предложение преподавать в консерватории Новой Англии в Бостоне, он был счастлив воспользоваться этой возможностью, особенно потому, что дирижёром Бостонского симфонического оркестра в то время был Артур Никиш, которого он знал с тех пор, когда они выступили вместе на концерте в Вене в 1876 году. Первый сын Бузони, Бенвенуто (известный как Бенни), родился в Бостоне в 1892 году, но работа в Консерватории Новой Англии не удовлетворила музыканта. Через год он ушел из консерватории и начал серию сольных концертов по всей восточной части США.

### Берлин (1893—1913)

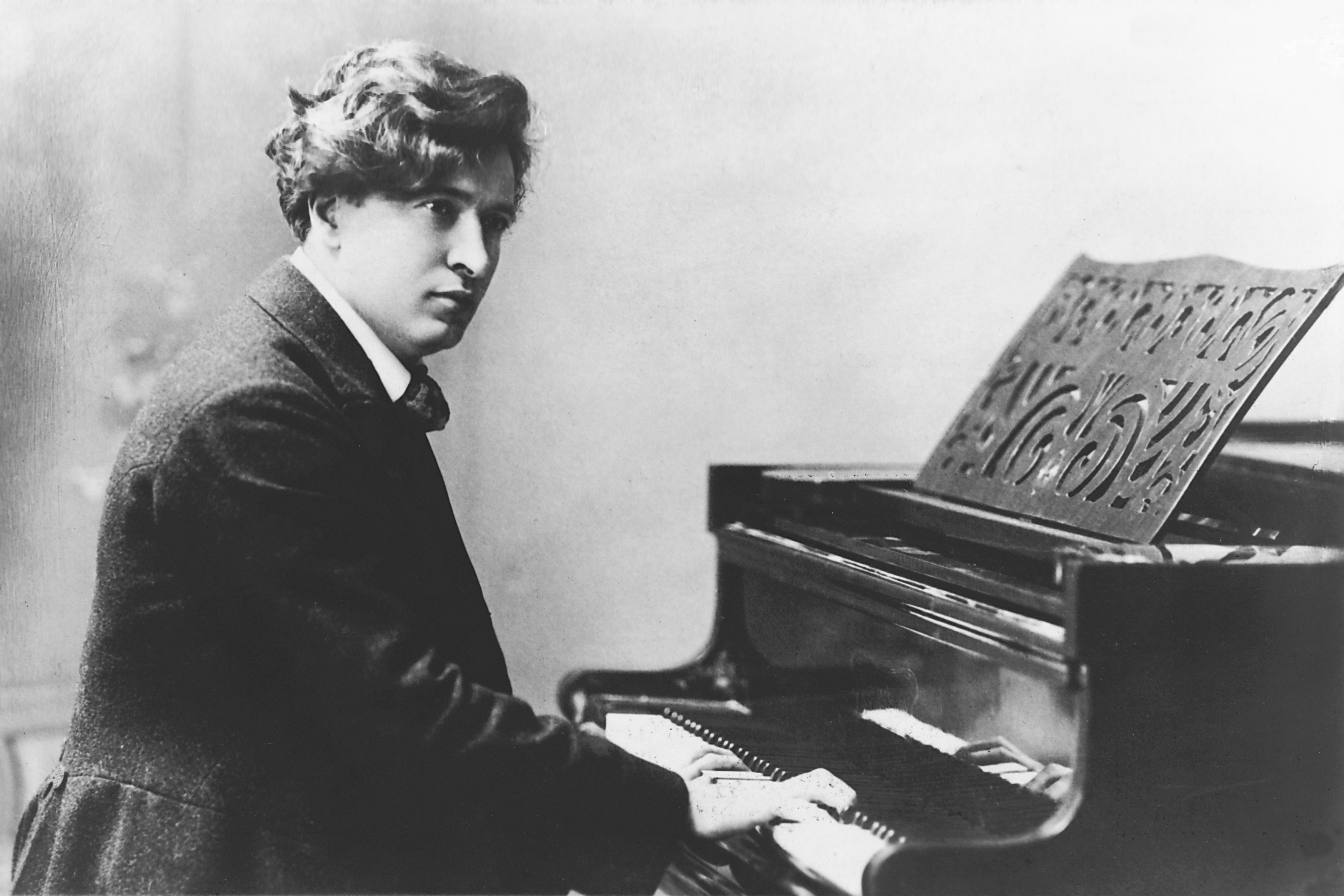
Бузони за роялем (ок. 1895)

Бузони был на берлинской премьере оперы Джузеппе Верди «Фальстаф» в апреле 1893 года. Результатом посещения оперы стала переоценка потенциала итальянских музыкальных традиций, которые он до того игнорировал в пользу немецких музыкальных традиций, и в частности, модели Брамса и оркестровых техник Листа и Вагнера. Бузони сразу же начал составлять письмо-восхищение Верди (но он не нашёл в себе смелости отправить его), в этом письме он назвал его «ведущим композитором Италии» и «одним из самых благородных людей нашего времени», и объяснил, что «Фальстаф спровоцировал в нём революцию духа».
В 1894 году Бузони поселился в Берлине, который он отныне считал своим домом, за исключением времён Первой мировой войны. Ранее он отрицательно отзывался о городе: в письме к Герде в 1889 году есть такие строчки: «этот еврейский город, который я ненавижу…». В тот период Берлин быстро рос по численности населения и влиянию в стране.
Берлин оказался отличной базой, из которой Бузони отправлялся в европейские туры. Как и в предыдущие два года в США, композитору приходилось зависеть от изнурительных, но выгодных туров как пианиста-виртуоза. Кроме того, в этот период он перечислял значительные суммы своим родителям, которые продолжали зависеть от его дохода. Программа и стиль Бузони как концертного исполнителя изначально вызывали озабоченность в некоторых европейских музыкальных центрах. Его первые концерты в Лондоне в 1897 году встретили неоднозначные комментарии. The Musical Times (академический журнал классической музыки) — сообщал, что он «начал раздражать истинных любителей музыки, играя нелепую пародию на одну из виртуозных органных прелюдий и фуг Баха», в дальнейшем он исправил это в интерпретации «Этюда» Фридерика Шопена, что в целом было для слушателей интересным. В Париже критик Артюр Дандло отметил, что «эта работа, безусловно, обладает великолепными техниками и обаянием», но он категорически возражал против добавления в неё хроматических фрагментов.
Международная репутация Бузони быстро росла, и он часто выступал в Берлине и других европейских столицах и региональных центрах (включая Манчестер, Бирмингем, Марсель, Флоренцию и многие города Германии и Австрии), в течение всего этого периода, он также возвращался в Америку для четырёх визитов между 1904 и 1915 годами. Эта его странствующая жизнь побудила Диерена называть его «музыкальным Измаилом» (библейский странник). Музыковед Энтони Бомонт считал шесть концертов Бузони в Берлине 1911 года кульминацией довоенной карьеры пианиста.
В серии оркестровых концертов в Берлине между 1902 и 1909 годами, как пианист и дирижёр, Бузони особенно продвигал современную музыку из-за пределов Германии (при этом он избегал современной музыки, за исключением своей собственной, в своих сольных концертах).
В этот период Бузони преподавал на мастер-классах в Веймаре, Вене и Базеле. В 1900 году герцог Карл-Александр из Веймара пригласил его провести мастер-класс для пятнадцати молодых виртуозов. Эта практика была более подходящей для Бузони, чем обычное преподавание в консерватории. Семинары, проводимые два раза в неделю, были настолько успешными, что их повторили и в следующем году. Среди учеников была Мод Аллан, которая позже стала известной танцовщицей и осталась его другом. Его опыт в Вене в 1907 году был менее успешным, хотя среди его учеников были Игнац Фридман, Лев Сирота, Луи Грюнберг, Юзеф Турчинский и Луи Клоссон. Последним четырём были посвящены пьесы в фортепианном альбоме Бузони 1909 года An die Jugend . Но споры с дирекцией Венской консерватории, под покровительством которой проводились занятия, испортили дальнейшие отношения. Осенью 1910 года Бузони дал мастер-классы, а также провёл серию сольных концертов в Базеле. За годы до Первой мировой войны Бузони неуклонно расширял свои контакты в мире искусства в целом, а также среди музыкантов. Арнольд Шенберг, с которым Бузони переписывался с 1903 года, обосновался в Берлине в 1911 году, частично это произошло вследствие лоббирования Бузони от его имени.
В 1913 году Бузони устроил в своей собственной квартире частное представление Шенберга «Pierrot lunaire», в котором приняли участие среди прочего, Виллем Менгельберг, Эдгард Варез и Артур Шнабель. В Париже в 1912 году Бузони встречался с Габриеле Д’Аннунцио, который предложил сотрудничество в балете или опере. Он также встречался с художниками — футуристами Филиппо Маринетти и Умберто Боччони.

### Первая мировая война и Швейцария (1913—1920)
После серии концертов в Северной Италии весной 1913 года Бузони было предложено место директора Liceo Rossini в Болонье. Примерно в это же время он переехал в квартиру в Виктории-Луизе-Платц в Шенеберге (Берлин), но принял предложение, намереваясь провести лето в Берлине и осенью уехать. Данное предприятие оказалось неудачным. Болонья была культурным захолустьем, несмотря на случайные визиты таких знаменитостей, как Айседора Дункан. Ученики на фортепиано у Бузони были бездарными, и также он постоянно спорил с местными властями и начальством из-за разных взглядов на многие бытовые вещи. После начала Первой мировой войны, в августе 1914 года, он попросил год отпуска, чтобы сыграть в американском турне, на самом деле он никогда не должен был уже вернуться. Фактически его единственным постоянным достижением в школе в Болонье, было модернизированные санитарные условия. Однако он в это время сочинил ещё одну концертную работу для фортепиано с оркестром, индийскую фантазию . Произведение основано на мелодиях и ритмах различных племен американских индейцев. Бузони взял эти мелодии из книги, которую он получил от своего бывшего ученика, этномузыколога Натали Кертис Бурлин во время своего путешествия по США в 1910 году. Премьера работы состоялась в марте 1914 года в Берлине где Бузони выступал в качестве солиста.

## Творческое наследие
В своём оригинальном творчестве Бузони в значительной степени выступал с подытоживанием пути, пройденного академической музыкой до него. Это хорошо заметно уже по той роли, которую играют в его наследии транскрипции — прежде всего, баховские. Непреходящей популярностью пользуются выполненные Бузони транскрипции для фортепиано органной Токкаты и фуги ре минор и скрипичной Чаконы из Партиты ре минор (транскрипция сольного скрипичного произведения для фортепиано в любом случае представляет собой непростую задачу, однако масштаб баховского сочинения делает её гораздо более сложной). Однако граница между транскрипцией и оригинальной работой у Бузони довольно неотчётлива: он широко прибегает к цитатам и вариациям. Так, наиболее известная пьеса Бузони для фортепиано соло, «Контрапунктическая фантазия» (первая редакция 1910), представляет собой, выражаясь современным языком, трибьют Баху — развёрнутую фантазию на тему последней, неоконченной фуги Баха из «Искусства фуги». Среди авторов, чьи произведения так или иначе — от прямых цитат до следования общему духу и строю музыки — использованы Бузони в своем творчестве, такие разные фигуры, как Моцарт, Паганини, Бизе, Лист. Такой подход был для Бузони принципиальным: в «Эскизе новой эстетики музыкального искусства» он писал о том, что для создания новой музыки необходимо извлечь квинтэссенцию из музыкальной культуры прошлого.
В духе позднего романтизма Бузони тяготел в своём творчестве к композициям большого масштаба и большой технической сложности. Так, его фортепианный концерт (1904) длится около 70 минут, игру солиста сопровождает оркестр максимального состава, а в последней части должен вступать спрятанный до времени от слушателей хор.
Бузони — автор трёх опер: «Турандот» и «Арлекино» (обе 1917), «Доктор Фауст», над которой он начал работать в 1916 г., но завершить не успел. Опера была закончена учеником Бузони Филиппом Ярнахом по оставшимся рукописям и наброскам; в 1980-е гг. исследователь творчества Бузони Энтони Бомонт предложил другое завершение, принимающее во внимание и те нотные рукописи Бузони, которые Ярнаху не были доступны. К «Доктору Фаусту» примыкает также выделенное в отдельный опус оркестровое сочинение Бузони «Сарабанда и шествие».
Бузони часто выступал как редактор и публикатор музыки других композиторов. В наибольшей степени он проявил себя как публикатор Баха, причём достаточно активно воздействовавший на оригинальную партитуру: в изданном Бузони (при участии его учеников Эгона Петри и Бруно Муджеллини) полном собрании клавирных пьес Баха расставлены темпы, фразировки, развёрнутые предложения по интерпретации (вплоть до обозначения возможных сокращений при концертном исполнении). Бузони также публиковал партитуры Бетховена, Шопена, Шумана, Брамса, Листа и др.
В память о Бузони в Больцано с 1949 г. проводится ежегодный конкурс пианистов.